# Blackstads socken
Blackstads socken i Småland ingick i Södra Tjusts härad, ingår sedan 1971 i Västerviks kommun i Kalmar län och motsvarar från 2016 Blackstads distrikt.
Socknens areal är 83,19 kvadratkilometer, varav land 78,21. År 2000 fanns här 532 invånare. Kyrkbyn Blackstad med sockenkyrkan Blackstads kyrka ligger i socknen. 

## Administrativ historik
Blackstads socken har medeltida ursprung.
Vid kommunreformen 1862 övergick socknens ansvar för de kyrkliga frågorna till Blackstads församling och för de borgerliga frågorna till Blackstads landskommun. Landskommunen inkorporerades 1952 i Locknevi landskommun och när denna upplöstes 1971 uppgick denna del i Västerviks  kommun. Församlingen uppgick 2012 i Hallingeberg-Blackstads församling.
1 januari 2016 inrättades distriktet Blackstad, med samma omfattning som församlingen hade 1999/2000. 
Socknen har tillhört samma fögderier och domsagor som Södra Tjusts härad. De indelta soldaterna tillhörde Kalmar regemente, Sevedes kompani och Andra livgrenadjärregementet, Tjusts kompani. Den enda indelta båtsmnannen tillhörde Tjusts båtsmanskompani.

## Geografi och natur
Blackstads socken ligger nordost om Vimmerby. Socknen är en kuperad skogsbygd rik på småsjöar. De största insjöarna är Långsjön som delas med Hallingebergs socken och Hallången.
Det finns två naturreservat i socknen: Hultserum och Ålhults urskog ingår båda i EU-nätverket Natura 2000.
Sätesgårdar var Trästads säteri och Källsbergs säteri.
I Grönhult fanns förr ett gästgiveri.

## Fornlämningar
Kända från socknen är några gravrösen från bronsåldern och några gravfält och en fornborg från järnåldern.

## Befolkningsutveckling
Befolkningen ökade från 936 1810 till 1 671 1870 varefter den minskade stadigt till 561 1990.

## Namnet
Namnet (1401 Blackstad) kommer från kyrkbyn. Förledet innehåller 'black, 'blekfärgad' alternativt ett mansnamn. Efterleden är sta(d), 'ställe'.